# Luxor Las Vegas

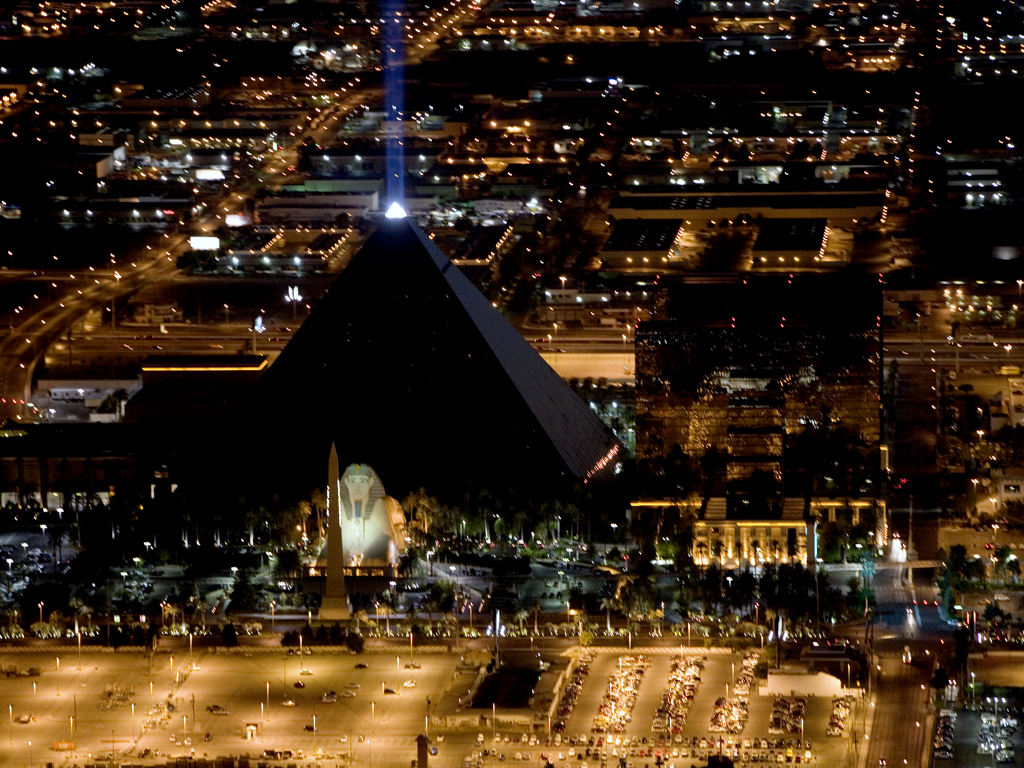
Wiązka światła, wydobywająca się ze szczytu Luxoru

Luxor Las Vegas – luksusowy hotel z kasynem, położony przy ulicy Las Vegas Strip w Paradise, w stanie Nevada. Został nazwany na cześć egipskiego miasta Luksoru, do którego nawiązuje wizualnie oraz tematycznie. Złożony z 4407 apartamentów, budynek odzwierciedla starożytną piramidę. Poza tym w jego skład wchodzą również bliźniacze wieże zigguraty. Kompleks jest własnością MGM Resorts International i stanowi jeden z największych hoteli na świecie.
W lipcu 2007 roku korporacja MGM Mirage ogłosiła plany gruntownej renowacji Luxoru, poświęcając 300 milionów dolarów na przemodelowanie 80% przestrzeni otwartej budynku. Wśród zmian było między innymi usunięcie dużej części elementów wystroju powiązanych ze starożytnym Egiptem i zastąpienie ich nowoczesnymi restauracjami oraz klubami.

## Historia

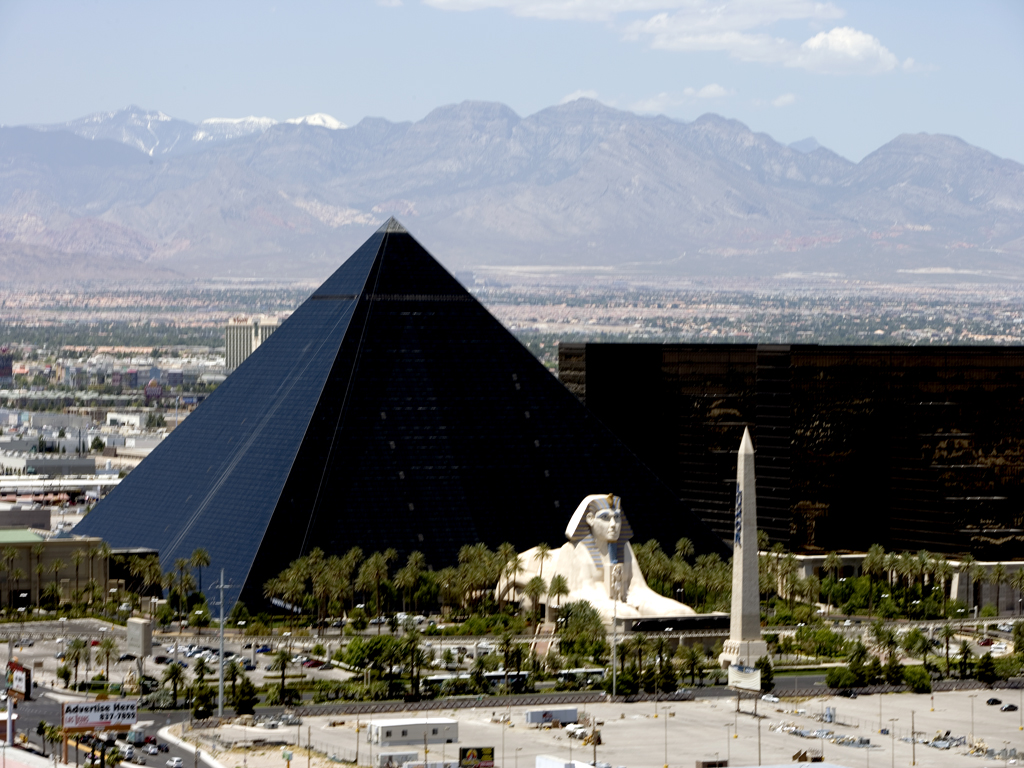
Luxor i znajdujący się przed nim posąg Wielkiego Sfinksa

W chwili otwarcia, 15 października 1993 roku, piramida była najwyższym budynkiem przy Las Vegas Strip. Jej konstrukcja kosztowała 375 milionów dolarów i zajęła 2 lata, a nad wykonaniem projektu pracowało 968 pracowników budowlanych. W 1998 roku otwarto dwie dodatkowe wieże hotelowe z 2000 apartamentów, a także teatr. Koszt realizacji tych projektów wyniósł 675 mln dolarów. W czerwcu 2004 roku Mandalay Resort Group, pierwotny właściciel Luxor Las Vegas, został wykupiony przez MGM Mirage.
Przez pierwsze miesiące funkcjonowania Luxoru kasyno otaczała sztuczna rzeka i kursujący po niej prom dostarczający gości do różnych części piramidy. Po skargach odwiedzających, że obsługa promowa jest zbyt wolna, zarząd zdecydował o utworzeniu Nile River Tour, czyli trasy zawierającej elementy sztuki i kultury starożytnej. Ostatecznie jednak większość egipskiej tematyki została usunięta w 1995 roku.
W 2006 roku MGM Mirage rozpoczął całkowity remodeling obiektu. Do apartamentów we wschodniej i zachodniej wieży wstawiono nowe meble, zamknięto dwie restauracje: Isis i Sacred Sea Room, a w ich miejscu powstał CatHouse. 31 sierpnia 2007 roku w Luxorze otwarty został klub nocny LAX, a całą uroczystość poprowadziła Britney Spears.
W 2006 roku iluzjonista Criss Angel nakręcił kilka odcinków swojego programu Mindfreak na terenie hotelu. Poza tym w Luxorze znajduje się jego biuro oraz autoryzowany sklep. W 2008 roku Angel zadebiutował w nowej produkcji Cirque du Soleil, która wystawiana była w Luxorze.

### Eksplozja w 2007 roku
7 maja 2007 roku w garażach parkingowych Luxoru eksplodował samochód, zabijając jednego z pracowników hotelu. Konstrukcja garażu nie uległa zniszczeniom, a obiekt nie został ewakuowany. Prowadzone śledztwo wykazało, że eksplozję wywołała „domowa” bomba, a jedyna ofiara była jej celem.

### Masakra w Las Vegas
Na terenie przylegającym do kasyna odbywał się festiwal muzyki country,  podczas którego 1 października 2017 Stephen Paddock zabił ponad 50 osób.

## Projekt
Luxor jest jednym z najbardziej wyróżniających się obiektów przy Las Vegas Strip ze względu na swój unikatowy projekt. Jego autorem był architekt Veldon Simpson, zaś sam budynek to 110-metrowa, 30-piętrowa piramida z fasadą z czarnego szkła. Hotel reklamuje wysoki obelisk z podświetlanym napisem, a przy jednym z wejść znajduje się masywny posąg Wielkiego Sfinksa. Północne skrzydło piramidy było początkowo połączone prywatną linią tramwajową z sąsiedzkim Excalibur Hotel and Casino. Jednak wraz ze zmianami własnościowymi połączenie zostało usunięte. Zamiast tego przy drugim wejściu do budynku znajduje się punkt komunikacyjny, za pośrednictwem którego prywatną linią tramwajową można dostać się do Excalibura i Mandalay Hotel and Casino.
Piramida stworzona została z ciemnobrązowego szkła, które w zależności od pogody wydaje się być czarne lub złociście brązowe. W budynku znajduje się 30 pięter z apartamentami hotelowymi, sześć kondygnacji o podwyższonym standardzie (na których znajdują się między innymi penthausy SkyBeam), a także przestrzeń podziemna.
Na szczycie piramidy znajduje się reflektor, który wieczorami oświetla niebo ponad hotelem, i który uznawany jest za najjaśniejszą wiązkę na świecie, wykorzystując ponad 42 miliardy kandeli. Efekt ten widoczny jest na całym obszarze Las Vegas nocą; można go również dostrzec z wysokich obiektów w Los Angeles, oddalonym o 443 km. Z kolei na niskich poziomach strumień światła widziany jest na terenie całego stanu Nevada, przez Laughlin na południu, aż do Mesquite na dalekiej północy. Wiosną jasne światło przyciąga do wiązki ćmy, które tworzą efekt wizualny porównywany do padającego śniegu. Strumień kreowany jest przez 45 ksenonowych lamp łukowych, każda o mocy 7 kilowatów. Włączone lampy osiągają temperaturę ponad 800 °F. Hotelowi inżynierowie, a także strona internetowa Luxoru informują, że strumień światła jest widoczny z kosmosu.

## Wykorzystanie w mediach
Luxor wymieniany jest jako jeden z najlepszych przykładów postmodernistycznej architektury lat 90. i pojawił się na okładce książki Architecture Today Jamesa Steele’a.
Kopia Luxoru, zwana The Camel’s Toe, pojawiła się na obszarze miasta Las Venturas w grze Grand Theft Auto: San Andreas.
Hotel ukazany został w filmach Marsjanie atakują! (1996), Kac Vegas (2009), 2012 (2009), W chmurach (2009) oraz w programie telewizyjnym Great Hotels.